# Lauren Price
Lauren Price (Newport, 25 juni 1994) is een Britse amateur boksster die uitkomt in het middengewicht. Ze werd wereldkampioen in 2019 en won  goud op de Europese Spelen 2019 in Minsk en de Britse Gemenebestspelen 2018 in Gold Coast. In 2021 werd ze olympisch kampioen.
2012: Claressa Shields ·
2016: Claressa Shields ·
2020: Lauren Price ·
2024: Li Qian